# Aprionus bisectus
Aprionus bisectus är en tvåvingeart som beskrevs av Boris Mamaev 1998. Aprionus bisectus ingår i släktet Aprionus och familjen gallmyggor. Inga underarter finns listade i Catalogue of Life.